# هايدكو يوشيدا
هايدكو يوشيدا (باليابانية: 吉田日出子؛ بالكانا: よしだ ひでこ) هي ممثلة يابانية، ولدت في 7 يناير 1944 في كانازاوا في اليابان.

## أعمال

### أفلام
- (1996) كتاب الوسادة[3]
- (2006) هيلين الثعلبة الصغيرة

## وصلات خارجية
- هايدكو يوشيدا على موقع IMDb (الإنجليزية)
- هايدكو يوشيدا على موقع ألو سيني (الفرنسية)
- هايدكو يوشيدا على موقع ميوزك برينز (الإنجليزية)
- هايدكو يوشيدا على موقع أول موفي (الإنجليزية)
- هايدكو يوشيدا على موقع قاعدة بيانات الأفلام السويدية (السويدية)
- هايدكو يوشيدا على موقع قاعدة بيانات الفيلم (الإنجليزية)
- هايدكو يوشيدا على موقع كينوبويسك (الروسية)